# Sendi
Sendi je žensko osebno ime.

## Izvor imena
Ime Sendi je različica ženskih osebnih imen Aleksandra oziroma Sanda.

## Pogostost imena
Po podatkih Statističnega urada Republike Slovenije je bilo na dan 31. decembra 2007 v Sloveniji število ženskih oseb z imenom Sendi: 33.

## Osebni praznik
Osebe z imenom Sendi lahko godujejo takrat kot osebe z imenom Aleksandra.